# Dawit Gobedżiszwili
Dawit Gobedżiszwili (gruz. დავით გობეჯიშვილი; ros. Давид Николаевич Гобеджишвили, Dawid Nikołajewicz Gobedżyszwili; ur. 3 stycznia 1963 w Kutaisi) – radziecki zapaśnik pochodzenia gruzińskiego. Walczył w stylu wolnym w kategorii superciężkiej.
Dwukrotny medalista olimpijski. Złoty z Igrzysk w Seulu 1988, brązowy w Barcelonie 1992. Za pierwszym razem startował w barwach ZSRR, za drugim Wspólnoty Niepodległych Państw.
Trzykrotny medalista Mistrzostw Świata. Złoty w 1985 i 1990, srebrny w 1986. Mistrz Europy z 1985 roku. Pierwszy w Pucharze Świata w 1988; drugi w 1986; trzeci w 1990.
Złoty medalista mistrzostw ZSRR w 1985, 1986 i 1988; srebrny w 1987 i 1989 i brązowy z 1990 roku.